# Chimillas
Chimillas (aragónul Chimiellas, régiesen Gimiellas) település Spanyolországban, Huesca tartományban. Chimillas Almudévar, Alerre, Banastás, Huesca és La Sotonera községekkel határos. Lakosainak száma 410 fő (2024).

## Népesség
A település népessége az utóbbi években az alábbiak szerint változott:
| Lakosok száma | 197  | 279  | 340  | 341  | 358  | 373  | 371  | 393  | 411  | 410  |
|               | 2001 | 2004 | 2006 | 2009 | 2011 | 2014 | 2016 | 2019 | 2021 | 2024 |